# Freidenker
Freidenker ist historisch eine allgemeine Bezeichnung für Personen, die den Anspruch erheben, dass sich ihr Denken nur durch die Evidenz der Sache und nicht durch eine Autorität bestimmen lässt. In diesem Sinn wurde der Begriff verwendet, als er ab dem ausgehenden 17. Jahrhundert von englischen Aufklärern eingeführt wurde und sich im 18. Jahrhundert auch in Frankreich einbürgerte. Da die Forderung, Behauptungen ohne kritische Prüfung für absolut wahr zu halten, damals nur für religiöse Lehren erhoben wurde, machten die Freidenker ihren Anspruch in erster Linie bei der Zurückweisung solcher Lehren geltend. Damit war zunächst nicht zwangsläufig eine Absage an jede Form von Religion verbunden, doch wurden die Freidenker von ihren Gegnern als Atheisten bekämpft. Daraus ergab sich ab dem 18. Jahrhundert die noch heute geläufige Gleichsetzung von Freidenkertum und Atheismus. Im 19. Jahrhundert wurde Freidenker zur Selbstbezeichnung derjenigen, die ihr Denken radikal von religiösen Vorstellungen befreien wollten.
Heute bezeichnet man als Freidenker im weiteren Sinn Personen, die für eine politisch und sozial selbstverantwortliche Lebensgestaltung eintreten, nicht an eine höhere Macht glauben und religiöse Dogmen ablehnen. Sie verstehen sich als Atheisten, Agnostiker bzw. Skeptiker und treten für einen säkularen Humanismus ein. Im engeren Sinne bezeichnet der Begriff Anhänger der Freidenkerbewegung, insbesondere Mitglieder von Freidenkerverbänden.

## Begriff

### England und Frankreich
Der Begriff Freidenker hat seinen Ursprung in der englischen und französischen Aufklärung. Das Wort ist erstmals in einem Brief des englischen Philosophen und Naturwissenschaftlers William Molyneux vom 6. April 1697 an John Locke, einen namhaften Vordenker der Aufklärung, bezeugt. Dort bezeichnete Molyneux den Adressaten als candid freethinker. John Toland übernahm in seinen Schriften diesen Begriff zunächst für sich und die befreundeten Deisten. Bereits im 16. Jahrhundert bezeichnete man als Deisten die Philosophen, die im Gegensatz zu den Theisten zwar eine göttliche Weltschöpfung annahmen, aber nicht an einen persönlichen Schöpfergott im christlichen Sinn glaubten. Toland brachte vorübergehend (1711) die Wochenschrift The Free-Thinker heraus und bemühte sich um eine Unterscheidung von Religion und Aberglauben. Lockes Schüler Anthony Collins brachte 1713 durch seine anonyme Veröffentlichung Discourse of Free-Thinking den Begriff in Umlauf. Eine französische Übersetzung dieser Schrift erschien 1713/14. Die Diskussion darüber rief zunächst in den gehobenen Bürgerschichten und im Adel Englands, nach der Übersetzung auch in Frankreich starke Empörung hervor, erreichte jedoch noch nicht das Volk.

### Deutschland
Die deutsche Übertragung von Freethinker zu Freidenker erfolgte 1715 durch Gottfried Wilhelm Leibniz und verband sich im Laufe des 18. Jahrhunderts mit dem schon bekannten Begriff Freigeist. Gotthold Ephraim Lessing schrieb 1749 das Lustspiel Der Freigeist, das er 1755 veröffentlichte. Die Begrifflichkeit blieb jedoch relativ diffus. In dem von Johann Anton Trinius 1759 herausgegebenen Freydenker-Lexicon steht Freigeist für „Atheisten, Naturalisten, Deisten, grobe Indifferentisten, Sceptiker und dergleichen Leute“. Hierher gehört auch Gottfried Ephraim Lessings Fragmentenstreit mit Hermann Samuel Reimarus.
Erst in der zweiten Hälfte des 19. Jahrhunderts vollzog sich unter dem Einfluss des naturwissenschaftlichen Weltbildes, der Religionskritik und des dialektischen Materialismus eine deutliche Akzentverlagerung von der religionsphilosophischen zur religionspolitischen Freidenkerbewegung. Der Streit der Freidenker mit der Kirche betraf in den Einzelfragen die radikale Forderung der Trennung von Kirche und Staat, darunter auch im Zusammenhang mit der Forderung der Feuerbestattung die Kontroverse um die Unsterblichkeit der Seele oder Auferstehung des Leibes.

### Schweiz
In der Schweiz wurde ab 1908 die Freidenker-Vereinigung der Schweiz aktiv. Sie gibt seit 1915 eine deutschsprachige Zeitschrift heraus, seit 2010 unter dem Titel frei denken.

## Geschichtliche Entwicklung in Mitteleuropa

### Verbände, Spaltung und Vereinigung
Bereits um die Mitte des 19. Jahrhunderts gab es in Deutschland freidenkerische Bewegungen wie beispielsweise die Lichtfreunde, die als Verein der Protestantischen Freunde am 29. Juni 1841 gegründet wurden, und die Los-von-Rom-Bewegung der Deutschkatholiken von 1844. Beide schlossen sich am 1. Juni 1859 in Gotha zum Bund freireligiöser Gemeinden zusammen. Sie vertraten die freie Selbstbestimmung in allen religiösen Angelegenheiten.
Am 29./31. August 1880 konstituierte sich auf Betreiben belgischer und französischer Freidenker zunächst das naturphilosophische Freidenkertum in dem bürgerlichen Internationalen Freidenkerbund (IFB) in Brüssel. Von Ludwig Büchner, einem Bruder des Schriftstellers Georg Büchner, wurde im Zusammenwirken mit August Specht am 10. April 1881 in Frankfurt am Main der Deutsche Freidenkerbund (DFB) gegründet. Auch Wilhelm Liebknecht, ein zu der Zeit führender Vertreter der deutschen Sozialdemokratie, soll die Gründung unterstützt haben.
Der Deutsche Monistenbund, der sich 1906 unter dem Vorsitz von Ernst Haeckel und Wilhelm Ostwald gründete und Intellektuelle für eine wissenschaftliche Weltanschauung sammelte, erreichte 1930 mehr als 10.000 Mitglieder. Im Jahre 1933 wurde er verboten, 1947 entstand er wieder, in der DDR war er verboten, 1956 ging er in die Freigeistige Aktion – Monistenbund 1957 mit der Zeitschrift Die Freigeistige Aktion auf. Im Jahre 1905 formierte sich das marxistische Freidenkertum in dem Verein für Feuerbestattung. Aus dem Freidenkerbund entwickelten bestimmte Arbeitsgruppen 1908 den Zentral-Verband der Proletarischen Freidenker Deutschlands mit der Zeitschrift Der Atheist. Im Jahre 1905 gründete sich in Berlin der Verein der Freidenker für Feuerbestattung (VFF), nach einem Zusammenschluss mit anderen Verbänden 1927 als „Verband für Freidenkertum und Feuerbestattung (VfFF)“, der sich 1930 in Deutscher Freidenker-Verband (DFV) umbenannte. Dieser mitgliederstarke Verband kam bis 1932 immerhin auf 660.000 Mitglieder.
Politische Differenzen zwischen SPD- und KPD-Mitgliedern führten zu einer Abspaltung der KPD-Anhänger und Gründung  der Zentralstelle proletarischer Freidenker (ZpG), die aber bedeutungslos blieb. 1933 verbot das Naziregime den DFV und enteignete dessen Vermögen. Daneben gab es den Bund Sozialistischer Freidenker mit 20.000 Mitgliedern. Internationale Vereinigungen bildeten sich 1925 als Internationale proletarischer Freidenker (IpF) in Wien, 1931 als Internationale Freidenkerunion (IFU) in Berlin, 1936 als Vereinigung von IpF und IFU zur Weltunion der Freidenker (WUF) in Prag.
Nach 1945 wurde dem Deutschen Freidenker-Verband die Wiedergründung in den Besatzungszonen untersagt. Erst nach Gründung der Bundesrepublik Deutschland 1949 gründete sich der DFV dort als Deutscher Freidenker-Verband DFV (Sitz Dortmund), in West-Berlin als DFV (Sitz Berlin), der heutige Humanistische Verband Deutschlands. Im Gebiet der DDR blieb der DFV verboten.
Ende des 19. Jahrhunderts entstand in den böhmischen Ländern bzw. dann nach 1918 in der Tschechoslowakei eine der Mitglieder stärksten Freidenkerbewegungen Europas. 1904 wurde unter dem Namen Volná myšlenka (Freier Gedanke) eine tschechische Sektion des IFB gegründet. Ihr Vorsitzender war 1909 der Dichter Josef Svatopluk Machar und von 1910 bis 1925 Theodor Bartošek, der auch die internationalen Freidenker-Kongresse in Prag 1907 und 1920 organisierte und leitete. Zwischen 1924 und 1926 spaltete sich der kommunistische Flügel unter Bartošek ab. Die Vereinigung war 1915–1918 und 1939–1945 in der Tschechoslowakei verboten. 1945 wurde der Svaz občanů bez vyznání (Verband der bekenntnisfreien Bürger) gegründet, der 1952 wiederum verboten wurde. Im Januar 1990 konstituierte sich die Bewegung erneut unter dem Namen Volná myšlenka.

### Unterdrückung und Widerstand zwischen 1933 und 1945

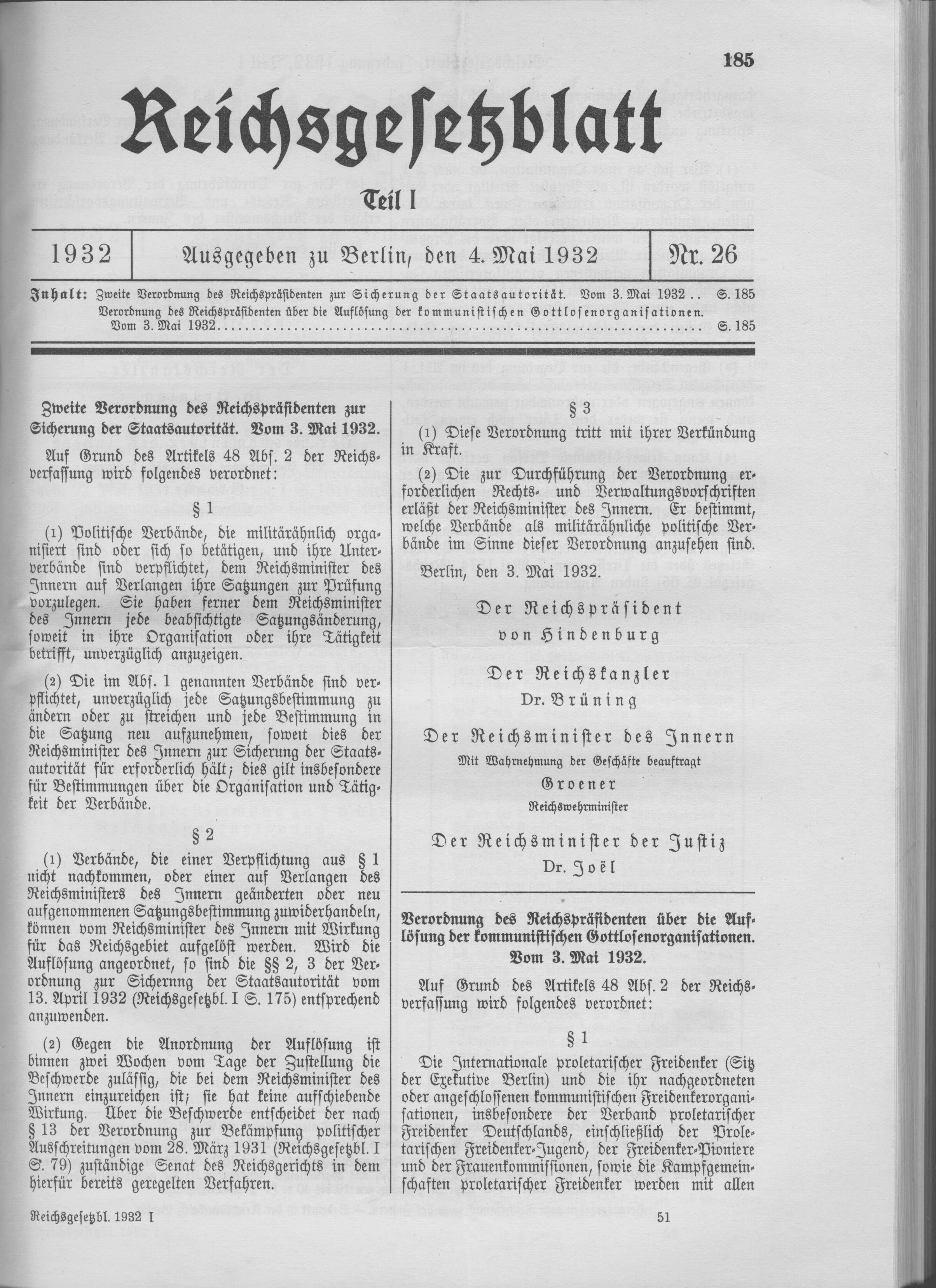
Verordnung des Reichspräsidenten über die Auflösung der kommunistischen Gottlosenorganisationen vom 3. Mai 1932

Bereits am 28. März 1931 schränkte die „Verordnung des Reichspräsidenten zur Bekämpfung politischer Ausschreitungen“ die Wirkungsmöglichkeiten des kommunistischen Freidenkertums in Deutschland stark ein. Eine weitere Verordnung vom 3. Mai 1932 verbot die kommunistischen Verbände mit dem Vorwurf der „Gottlosenpropaganda“; sie betraf ca. 150.000 Mitglieder. Unter der Diktatur des Nationalsozialismus wurden die bürgerlichen deutschen Freidenkerverbände, die 1932 etwa 540.000 Mitglieder zählten, durch gewaltsame SA-Aktionen aufgelöst, die Vermögenswerte der Feuerbestattungs-Kassen in die Neue Deutsche Bestattungskasse überführt; ferner wurde im März 1936 durch den Volksgerichtshof der Deutsche Freidenkerbund (DFV) zu einer hochverräterischen Organisation erklärt und verboten. Zahlreiche einfache Mitglieder des Freidenkerverbandes und Personen aus der Organisationsführung leisteten im „Dritten Reich“ Widerstand. In der Folge wurde beispielsweise der Vorsitzende Max Sievers am 17. Januar 1944 im Zuchthaus Brandenburg hingerichtet. Ernst Fraenkel, Else und Kurt Megelin, Otto Ostrowski (der von 1950 bis 1953 Vorsitzender des Westberliner Freidenkerverbandes war) und andere engagierten sich von der Machtübergabe an bis teilweise 1944 in der linkssozialistischen Widerstandsgruppe Roter Stoßtrupp.

### Neubeginn in Deutschland nach 1945
Am 21. März 1951 entstand in der BRD der Deutsche Freidenker-Verband (DFV) in Braunschweig. Er zählte 1955 in seinen fünf Landesverbänden 5500 Mitglieder und gibt seitdem die Zeitschrift Der Freidenker heraus.
In der DDR blieben Freidenker-Vereinigungen bis 1989 mit der Begründung verboten, dass die SED selbst die Funktion des ehemaligen proletarischen Freidenkertums übernommen habe und über genügend atheistische Organisationen verfüge. Am 7. Juni 1989 wurde von 400 Delegierten (zumeist Hochschullehrern) in Berlin-Ost am Sitz der Akademie der Künste der „Verband der Freidenker“ gegründet.
Laut REMID hatte der DFV im Jahr 2010 noch etwa 3000 Mitglieder.
Ein Teil der im DFV und dem kurzlebigen Freidenker-Verband der DDR organisierten Mitglieder schloss sich nach 1990 dem Humanistischen Verband Deutschlands (HVD) an. In Berlin ging der HVD-Landesverband aus dem dortigen Freidenker-Verband hervor und hat sich seitdem zum bundesweit größten Träger kultureller, pädagogischer und sozialer Angebote auf Grundlage einer humanistischen Weltanschauung entwickelt.

## Praxis

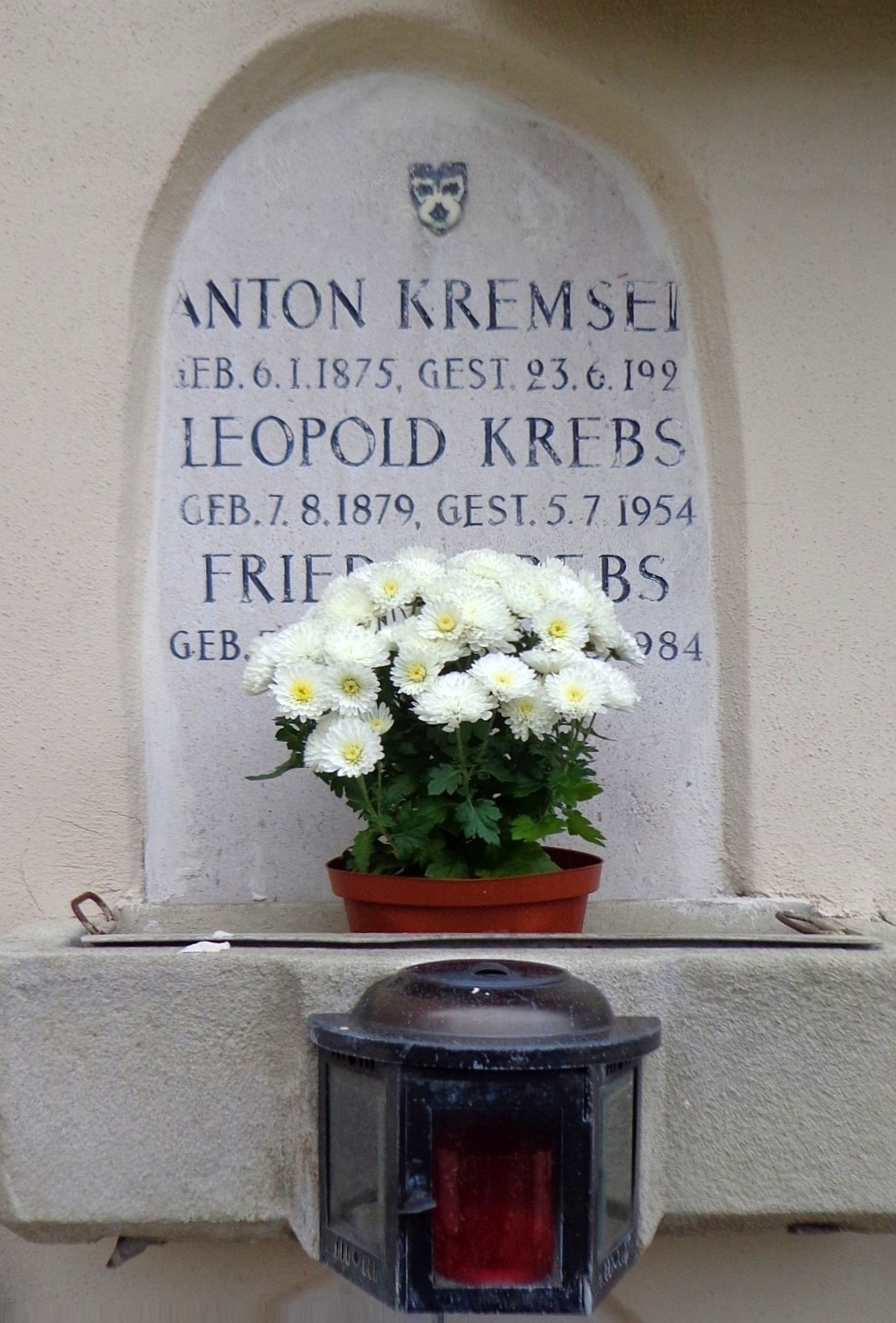
Feuerhalle Simmering – Urnengrab mit stilisiertem Stiefmütterchen als Symbol der österreichischen Freidenkerbewegung

Die Freidenker schufen ähnlich wie die freireligiöse Bewegung in ihren festlichen Lebensformen nicht völlig Neues, allerdings Alternativen. Analog zu den kirchlichen Ritualen und Zeremonien schufen die Freidenkervereinigungen nicht-kirchliche Gestaltungsformen, die der sogenannte freie Redner vollzog. So entstanden zeitgemäße weltliche Feierrituale, die von kirchlicher Seite auch als Nachahmung, als quasireligiöses Ritual angesehen wurden, zur Geburt, beispielsweise die Namensfeier, Namensgebung; statt der Konfirmation bzw. Kommunion zur Adoleszenz, beispielsweise die Jugendfeier bzw. Jugendweihe; statt der kirchlichen Trauung eine weltliche Heirat oder gleichgeschlechtliche Lebenspartnerschaftsfeiern; statt der kirchlichen Beerdigung eine weltliche Trauerfeier. Der heutige Trauerredner steht mit seiner Trauerrede in dieser Tradition der Totenrede des freien Redners.